# Radyvyliv
Radyvýliv (ukrainsk: Радиви́лів; russisk: Радивилов; polsk: Radziwiłłów; jiddisch: ראדזיווילוב}) er en lille by i Rivne oblast (region) i det vestlige Ukraine. Den er administrativt centrum i Radyvyliv rajon (distrikt), og ligger sydvest for oblasthovedstaden Rivne, nær Europavej E40. De nærmeste større byer er Dubno og Brody; sidstnævnte ligger 10 km væk. I sovjettiden, fra 1939 til 1992, var byen kendt som Chervonoarmiysk (ukrainsk: Червоноармійськ, russisk: Червоноармейск).
Byen har  10.472 indbyggere (2021).

## Historie
I det 14. århundrede blev Radyvyliv sammen med hele Volhynien annekteret af Storhertugdømmet Litauen. Efter Lublinunionen i 1569 blev byen overført til Kongedømmet Polen, hvor den forblev i over 200 år. Som følge af Polens delinger blev Radziwiłłłow, som den blev kaldt, en by i Kremenetsky Uyezd i Volhynisk guvernement i Det Russiske Kejserrige.
I slutningen af 1800-tallet nåede den jødiske befolkning op på 4.000. Mellem 1. verdenskrig og borgerkrigen mellem ukrainske nationalister og bolsjevikker faldt den jødiske befolkning til omkring 2.000.